# Głodówka lecznicza
Głodówka, głodówka lecznicza – metoda stosowana w medycynie alternatywnej polegająca na okresowym całkowitym zaprzestaniu spożywania pokarmów (przyjmuje się tylko płyny). Termin głodówka jest stosowany zamiennie z postem lub leczniczym postem.
Idea głodówek leczniczych prawdopodobnie pochodzi z XIX wieku, choć jej propagatorzy często powołują się na faktyczne zwyczaje żywieniowe z czasów antycznych czy przykłady postów zamieszczonych w Biblii. Pojawianie się zwiększonej zapadalności na niektóre choroby u osób przejadających się zostało zaobserwowane w Stanach Zjednoczonych w pierwszej połowie XIX wieku. Twórcą idei, według której rozwiązaniem tego problemu – czyli odnotowanego wzrostu zachorowań np. na nowotwór żołądka – jest okresowe głodowanie, był lekarz Henry S. Tanner. Opublikował on swoją propozycję w 1877 roku, jednak nie zyskała ona początkowo rozgłosu, aż do momentu gdy Tanner odbył publiczny 40-dniowy post w wynajętym teatrze Calderon Hall w Nowym Jorku. Kolejnym propagatorem idei postów leczniczych był Edward H. Dewey, który w wydanych w latach 1895–1904 (do śmierci autora) zalecał umiarkowanie w jedzeniu i spożywaniu alkoholu, rezygnację ze śniadań i okresowe długotrwałe głodowanie. Idea prozdrowotnego wpływu głodzenia na organizm ludzki była kwestionowana od 1910 roku. Dopiero jednak działania Lindy Hazzard, naturoterapeutki, która zagłodziła wielu swoich pacjentów na śmierć, doprowadziły do całkowitego odrzucenia głodówek leczniczych jako praktyki medycznej i funkcjonowania tej metody jedynie w nurcie pseudo-medycyny.
Głodówka w medycynie jest rozumiana inaczej, bo nie jako całkowite zaprzestanie spożywania pokarmu, a jako zastosowanie diety skrajnie ubogiej energetycznie. Była dawnej stosowana w medycynie jako element leczenia skutków otyłości lub element przygotowania osób otyłych do operacji. Przyjmuje się, że wartością graniczną czasu stosowania tego rodzaju diety jest 168 dni (24 tygodnie), jednak opisany został przypadek jej zastosowania przez 382 dni. Pojęciem szerszym, w którym zawiera się zarówno całkowite zaprzestanie przyjmowania pokarmów, jak i zastosowanie diety skrajnie ubogiej energetycznie, jest głodzenie, definiowane jako proces, w którym ilość dostarczanych składników odżywczych nie zaspokaja zapotrzebowania organizmu.
Współcześnie (od 2011) nie zaleca się stosowania głodówek przed operacjami. Zaleca się jedynie zastosowanie dopasowanej diety (w dłuższym okresie przed operacją) oraz niespożywanie pokarmów stałych w ciągu 6 godzin poprzedzających operację.
Organizm ludzki jest fizjologicznie przystosowany do okresowego przyjmowania posiłków i odstępy pomiędzy kolejnymi posiłkami wynoszące do około jednej doby (24 godziny) są zwykle uznawane za normę. Prawidłowo funkcjonujący organizm nie odczuwa ich skutków, choć jeśli wynika z tego redukcja ilości dostarczanych kalorii, może to przyczyniać się do zmniejszenia nadwagi, co przekłada się na redukcję ryzyka choroby wieńcowej serca.

## Zaprzestanie spożywania posiłków na 24 godziny i więcej
Zaprzestanie spożywania posiłków przez okres dłuższy niż ten, do którego organizm jest fizjologicznie przystosowany, uruchamia mechanizm adaptacyjny, który działa przez okres od dwóch do trzech tygodni. Działanie mechanizmu rozpoczyna się po czasie nie krótszym niż 16 godzin i nie dłuższym niż 3 dni od przyjęcia ostatniego posiłku (w zależności od budowy ciała, warunków środowiskowych i składu ostatniego posiłku; czas ten nie zależy od masy tkanki tłuszczowej). Po tym czasie zachodzące procesy, zwłaszcza pozyskiwanie przez organizm glukozy z białek, powodują nieodwracalne lub trudno odwracalne zmiany, a także powstaje ryzyko niewłaściwej reakcji organizmu na posiłek w momencie zakończenia głodówki. Analogiczna odpowiedź organizmu następuje w czasie drastycznego zmniejszenia podaży energetycznej, to jest wówczas, gdy z posiłkami dostarczanie jest mniej niż do 500 do 600 kcal w ciągu doby (wartość zależna od płci i budowy ciała).
W potocznym znaczeniu lub w znaczeniu medycyny niekonwencjonalnej głodówka zaczyna się po ostatnim posiłku, natomiast w znaczeniu medycznym głodówka zaczyna się po wyczerpaniu zapasu glikogenu w wątrobie i mięśniach (zapas wynosi od 400 do 450 gramów, czyli na ok. 16 godzin). Następnie spalaniu ulegają białka. Organizm rozpoczyna syntezę glukozy na drodze glukoneogenezy, w której wykorzystywane są zgromadzone w organizmie aminokwasy. Na skutek przedłużającej się głodówki zwiększa się spalanie aminokwasów pochodzących z rozkładu białek krwi i tkanki mięśniowej. Zwiększa się znacznie ryzyko wystąpienia hipoglikemii, na którą szczególnie wrażliwa jest tkanka nerwowa.
Zwiększone spalanie tłuszczów nie jest bezpośrednim następstwem krótkotrwałej głodówki (szacunkowo do 2 tygodni), jednak w momencie zwiększonego wysiłku fizycznego lub konieczności utrzymania właściwej temperatury ciała równolegle do spalania białek następuje wykorzystanie zasobów energetycznych zmagazynowanych w tkance tłuszczowej. Tłuszcze ulegają procesowi spalaniu w procesie β-oksydacji. Zwiększony rozpad triacylogliceroli, wzrost stężenia wolnych kwasów tłuszczowych we krwi oraz nasilona ketogeneza prowadzą do wzrostu stężenia ciał ketonowych, konsekwencją czego może być kwasica ketonowa. Opisany mechanizm czerpania zasobów energetycznych z tłuszczów zostaje uruchomiony po czasie 2 tygodni do 3 tygodni od ostatniego posiłku, przy czym wartość ta jest szacunkowa, określona na podstawie badań wykonanych w czasie II wojny światowej zarówno w badaniach na głodujących ochotnikach, jak i badając osoby, które głodują na skutek działań wojennych.
Eksperymenty wykorzystujące głodówki i głodzenie nie są akceptowalne we współczesnej nauce. Obecnie uznaje się, że poziom ryzyka takich badań jest zbyt wysoki. Podstawą takiego podejścia była analiza następstw tak zwanej głodowej zimy, która miała miejsce w latach 1944–1945. Eksperymenty tego rodzaju zakazane są w Europie na podstawie Konwencji O Ochronie Praw Człowieka i Godności Istoty Ludzkiej w Kontekście Zastosowań Biologii i Medycyny: Konwencja o Prawach Człowieka i Biomedycynie.

## Szkodliwość stosowania głodówki jako metody terapeutycznej
Mimo że współczesna medycyna wyklucza stosowanie głodówki ze względu na ryzyko wystąpienia gwałtownego pogorszenia stanu zdrowia, jej rzekome zalety są opisywane w publikacjach niemedycznych. Zaprzestanie spożywania posiłków na czas dłuższy niż okres, do którego człowiek jest przystosowany, stanowi zagrożenie dla zdrowia, a nawet życia głodującego, ponieważ prowadzi do zachwiania równowagi elektrolitycznej, spadku masy mięśniowej i może zwiększać ryzyko występowania dny moczanowej. Zgodnie z obecną wiedzą, groźnym powikłaniem po odbyciu głodówki jest zaburzenie perystaltyki jelit oraz zmiana pH środowiska układu pokarmowego (zaburzenie wydzielania żołądkowego), która prowadzi do dysbakteriozy przewodu pokarmowego. W efekcie tego możliwy jest częściowy zanik kosmków jelitowych. Częste lub długotrwałe stosowanie głodówek i diet głodowych doprowadzić może do awitaminozy, a w następstwie niedoboru witaminy B12 do anemii.
Zwolennicy alternatywnych metod leczenia sugerują, niezgodnie z wiedzą o fizjologii człowieka, natychmiastowe rozpoczęcie procesu trawienia tłuszczów po rozpoczęciu głodówki lub natychmiastowe rozpoczęcie innych procesów mających rzekomy korzystny wpływ na zdrowie człowieka. W rzeczywistości w początkowym okresie adaptacji do stanu zmniejszonej podaży składników energetycznych spalanie tłuszczów jest związane ze zwiększonym wysiłkiem fizycznym.
Na podstawie badania organizmów morskich uznaje się, że w tkance tłuszczowej magazynowane są także toksyny jak metylortęć, pestycydy lub Bisfenol A (BPA). Istnieje podejrzenie, że objawy długotrwałej głodówki, m.in. nudności, zawroty głowy, gorączka, a także zwiększone ryzyko chorób układu krążenia, są spowodowane uwalnianiem tych substancji z redukowanej tkanki tłuszczowej.
Wbrew wiedzy o fizjologii człowieka, której proces adaptacyjny do stanu głodowego zmniejsza wydalanie wszelkich substancji, propagatorzy głodówki leczniczej sugerują, że prowadzi do pewnego rodzaju oczyszczenia organizmu, nazywanego detoksykacją. Detoksykacja ma być rzekomo spowodowana tym, że następuje autofagia, w wyniku której rozłożeniu ulegają komórki zawierające toksyny i same toksyny. W rzeczywistości proces ten zachodzi stale w organizmie człowieka i może być nasilany m.in. przez niedobór substancji odżywczych, jednak nie prowadzi od ich wydalenia z organizmu, ponieważ produkty autofagii są zużywane do budowy nowych komórek.